# Činele
Činele su glazbalo iz grupe udaraljki, neodređene visine tona. Rade se od raznih legura, najčešće bronce. Najčešće se sastoje od dva dijela, a mogu imati i više dijelova. Radi lakšeg držanja kroz sredinu je provučena koža. Kada udarimo jednom činelom o drugu, one zatitraju (zavibriraju).